# غانثر آيزنباخ
غانتر آيزنباخ هو باحث ألماني كندي في مجال الرعاية الصحية، وخاصة السياسة الصحية، والصحة الإلكترونية، ومعلوماتية صحة المستهلك.

## ولادته ونشأته ومساهماته
ولد آيزنباخ في 22 مارس 1967  في برلين الغربية، ألمانيا الغربية. عندما كان طالبًا في كلية الطب، عمل في المجلس التنفيذي كمدير اتصالات منتخب، ولاحقًا كنائب رئيس جمعية طلاب الطب الأوروبية. حصل على دكتوراه في الطب من جامعة فرايبورغ وماجستير في الصحة العامة من كلية هارفارد للصحة العامة. من 1999 إلى 2002 أسس وترأس وحدة أبحاث في الطب الإلكتروني والصحة الإلكترونية في جامعة هايدلبرغ.  ونظم وترأس المؤتمر العالمي للإنترنت في الطب. في مارس 2002، هاجر إلى كندا ومنذ ذلك الحين أصبح أحد كبار العلماء في مركز الابتكار العالمي للصحة الإلكترونية  في شبكة الصحة الجامعية  (تورنتو ، أونتاريو، كندا)، وأستاذ مشارك في معهد السياسة الصحية والإدارة والتقييم في جامعة تورنتو. 
يعمل آيزنباخ في مجال معلوماتية صحة المستهلك. له العديد من الكتب والمقالات، وينظم المؤتمرات. وهو رئيس تحرير مجلة Journal of Medical Internet Research . من 2000-2008، شغل منصب رئيس مجموعة العمل لمعلوماتية صحة المستهلك WG التابعة للجمعية الدولية للمعلوماتية الطبية.
تشمل المساهمات الأخرى:
- مبادر ومنظم ورئيس المؤتمر السنوي للطب 2.0 [4]
- أجرى دراسة حول العلاقة بين استعلامات محرك البحث وحدوث الأنفلونزا، [5] والتي تم تكرارها من قبل مجموعات بحثية أخرى بعد 2-3 سنوات.[6] [7] لقد صاغ مصطلحات «المراقبة» و «علم المعلومات» لهذه الأنواع من الأساليب.[8] [9]
- هو مبادر في تأسيس ويب سايت، وهي خدمة أرشفة للمؤلفين والمحررين الأكاديميين الذين يستشهدون بصفحات الويب.[10]
- جنبًا إلى جنب مع طالبه السابق بول كودلو، شارك في تأسيس TrendMD ، وهو نظام للتوصية العلمية ومنصة تسويق للمحتوى عبر الناشرين [11]
- أسس ويعمل كمدير تنفيذي للناشر الكندي JMIR Publications ، وهي ناشر مجلة Journal of Medical Internet Research و 30 مجلة أخرى مفتوحة الوصول ؛ تعتبر منشورات JMIR إحدى الشركات الكندية الأسرع نموًا وفقًا لـ Business Insider [12]
- شارك في تأسيس جمعية النشر العلمي المفتوح الوصول (OASPA) [13]

## مؤلفاته
- Lewis, D; Eysenbach, G; Kukafka, R; Jimison, H; Stavri, Z (eds.) (2005). Consumer Health Informatics. نيويورك: شبغنكا. ISBN:978-0-387-23991-0. OCLC:60413694. {{استشهاد بكتاب}}: |مؤلف1= باسم عام (مساعدة)صيانة الاستشهاد: أسماء متعددة: قائمة المؤلفين (link)
- Eysenbach, G. (ed.) (1998). Medicine and Medical Education in Europe - The Eurodoctor. شتوتغارت-نيويورك: Thieme. ISBN:978-3-13-115221-3. OCLC:41647056. {{استشهاد بكتاب}}: |مؤلف1= باسم عام (مساعدة)
- Eysenbach G, Lamers W (eds.) (1999). Praxis und Computer (بالألمانية). Düsseldorf: Springer-Verlag/med-inform Verlagsges. {{استشهاد بكتاب}}: |مؤلف1= باسم عام (help)
- Eysenbach, G (1994). Computer-Manual für Mediziner und Biowissenschaftler (بالألمانية). ميونخ-بالتيمور: Urban & Schwarzenberg. ISBN:978-3-541-11841-0. OCLC:30558735.

## روابط خارجية
- الموقع الرسمي
 (عبر أرشيف الإنترنت)
- صفحة الكلية في جامعة تورنتو (عبر أرشيف الإنترنت)
- الملف الشخصي على الباحث العلمي من Google